# Silki
Adelino João da Silva, mais conhecido como Silki - O faquir (São Francisco de Paula, 1922 - Poá, 15 de Junho de 1998), foi um artista de circo e faquir brasileiro. Foi recordista mundial por quatro vezes e em seu último recorde, permaneceu por 115 dias sem comer. Famoso no Brasil entre 1950 e 1980, fez turnê de shows pela Europa e Ásia. Conta-se que fugiu de casa aos 11 anos com um circo, onde fora iniciado no faquirismo e alcançou destaque apresentado-se em praças públicas e programas de televisão.  
Foi tema de série documental da Rede Globo, em 1983, interpretado pelo ator José de Abreu, com direção de Atílio Riccó e Walter Avancini. Também foi filmado pelo cineasta José Mojica Marins. 